# Кизилкая (Кавказ, трьохтисячник)
Кизилкая́ — гірська вершина у північно-східній частині Великого Кавказу. Знаходиться на півночі Азербайджану.